# Cabanglasan
Cabanglasan (Bayan ng Cabanglasan) är en kommun i Filippinerna. Kommunen ligger på ön Mindanao, och tillhör provinsen Bukidnon. Folkmängden uppgår till 32 305 invånare.
Cabanglasan är indelat i 15 barangayer.